# Le Bélieu
 Le Bélieu  es una comuna y población de Francia, en la región de Franco Condado, departamento de Doubs, en el distrito de Montbéliard y cantón de Le Russey.
Su población en el censo de 1999 era de 272 habitantes.
Está integrada en la Communauté de communes du Canton de Morteau.

## Demografía
| 213 | 201 | 174 | 212 | 249 | 272 |
| Para los censos de 1962 a 1999 la población legal corresponde a la población sin duplicidades (Fuente: INSEE [Consultar]) |     |     |     |     |     |

Evolución demográfica
- Datos: Q837401
- Multimedia: Le Bélieu / Q837401

1. ↑  Worldpostalcodes.org, código postal n.º 25500.
2. ↑  INSEE, Datos de población para el año 2012 de Le Bélieu (en francés).